# Янински санджак
Янинският санджак (на турски: Yanya Sancağı) е административно-териториална единица на Османската империя със седалище в Янина – Северен Епир, просъществувала в периода от 1430 до 1913 г.

## Формиране
Янинският санджак е създаден предположително през 1430 г., при това по мирен начин. През 1449 г. към османската територия е присъединена и Арта, своеобразна гръцка столица на областта. Въпросите за принадлежността на разположените територии на юг от Амбракийския залив, както и за южната граница на санджака – са спорни, понеже османците усвояват тези територии до самия край на 15 век, а именно: през 1460 г. е завладяно Ангелокастро, след което през 1479 г. по силата на мирния договор с Венеция е заета Воница, а през 1499 г. и Лепанто.
През 1480 г. е създаден санджак Карлили (на гръцки: Κάρλελι, Karleli; на турски: Karlıeli), т.е. Земята на Карл – Карло II Токо, последния владетел. Карлили включвал съвременна Етолоакарнания, но без Воница, чието крайморско землище било обособено в самостоятелен санджак Превеза – явно по стратегически военноморски съображения. През 1478/79 г. била издигната и първата крепост на Превеза – Бойка. През 1533/34 г. санджак Карлили отишъл в новосформирания еялет на Архипелага. По този начин Османски Епир включвал територията на днешен гръцки Епир без най-северните му части, но с крайбрежието на Воница. Вероятно с издигането на първата османска крепост на входа на Амбракийския залив, бил създаден и самостоятелния санджак Превеза, също част от Османски Епир.
В периода от 1431 до 1506 г. населението на Османски Епир се удвоява.

## История
Просъществува в периода от 1430 до 1867 г. В периода 1430 – 1670 г. санджакът е част Румелийския еялет. През периода 1670 – 1787 около Янинския санджак се формира самостоятелен Янински еялет. Самостоятелният нов еялет е създаден единствено по военно-стратегически съображения.
По време на Критската война, най-накрая била завоювана Кандия (1669 г.), а острова присъединен към Османската империя. Това наложило преформатиране на гръцкия сектор, понеже Венецианската република щяла да търси реванш. Това проличало по време на следващата Първа морейска война, когато била превзета Морея от венецианците и създадено Кралство Морея. По време на тази война, през 1687 г., бил разрушен от венециански снаряд и Партенона. По тази военно-стратегическа причина Османски Епир и Османска Тесалия формирали общ Янински еялет.

## Пашалък на Али паша
През 1788 г. Али паша Янински придобива контрола върху санджака, и ведно с тази на съседния санджак Трикала, формира на територията на Янинския еялет – свой Янински пашалък. След смъртта на Али паша през 1822 г. територията на пашалъка влиза в един пашалък със съществуващите два съседни дотогава – Санджак Делвина и Санджак Авлона.
През 1867 г. към територията на последния санджак са просъединени землищата на Берат, Аргирокастро, Превеза и Кастория и обединени в Янински вилает, която османска административно-териториална единица просъществува до Балканските войни.